# Петру, Константинос
Константинос Петру (греч. Κωνσταντίνος Πέτρου; 23 сентября 1997) — кипрский футболист, вратарь клуба «Эносис».

## Клубная карьера
Профессиональную карьеру начинал в клубе второго дивизиона «Эносис». По итогам сезона 2017/18 «Эносис» перешёл в высшую лигу. Следующий сезон в высшей лиге начал в качестве запасного вратаря, уступив место в воротах израильтянину Борису Клейману. Дебютировал в высшей лиге 10 февраля 2019 года в матче с клубом АПОЭЛ (0:2), в котором пропустил 2 мяча. Всего в том сезоне провёл за команду 8 матчей.

## Карьера в сборной
Впервые был вызван в сборную Кипра в июне 2019 года на матчи отборочного турнира чемпионата Европы 2020 со сборными Шотландии и России, однако на поле не вышел.